# Skälby, Västerås
Skälby är ett administrativt bostadsområde och en stadsdel i västra Västerås. Området består huvudsakligen av Skälby och väster därom ligger delarna Gilltuna och Långängarna. Området avgränsas av E18, Järnbruksgatan och Köpingsvägen. 
Skälby ligger i Lundby socken i Västmanland. 
Byn omnämns första gången 1382 (Ingmund i Skidhby). Namnet antas betyda byn på gränsen (jfr skäl). Den äldsta kartan över byn är från 1652 då tre gårdar låg samlade på den så kallade bytomten vid nuvarande Skälby gård. Samma antal gårdar anges i 1535 års jordebok. 
Arkeologiska undersökningar som gjorts inför markexploateringen har avslöjat en omfattande bebyggelse från äldre järnåldern. Spåren efter ett fyrtiotal byggnader från århundradena kring Kristi födelse har hittats på platsen som kan betecknas som Sveriges första arkeologiskt belagda järnåldersby. Här har som mest legat 3-4 samtida gårdar. Fyndmaterialet har visat att man livnärt sig på boskapsskötsel och jordbruk. I anslutning till en av gårdarna fanns en smedja. 
Den äldre järnålderns hus har vanligtvis hittats i samband med väg- och järnvägsbyggen då betydligt smalare områden varit föremål för undersökningar. Därför har bebyggelsens struktur varit relativt lite känd innan Skälbyundersökningarna som hittills berört ett ca 100 000 m² stort område.
Idag är delar av byns gamla marker bebyggda med villor och ytterligare bebyggelse har planerats i området som numera ligger i den västra utkanten av den växande staden Västerås.
Området avgränsas av E18, Järnbruksgatan, Köpingsvägen och Västerleden. Angränsande stadsdelar är i öster Bäckby, i söder Hacksta och i väster Gilltuna och Långängarna.